# Idioblasta acleropa
Idioblasta acleropa är en fjärilsart som beskrevs av Edward Meyrick 1935. Idioblasta acleropa ingår i släktet Idioblasta och familjen Crambidae. Inga underarter finns listade i Catalogue of Life.